# 東京大学教育学部附属中等教育学校
東京大学教育学部附属中等教育学校（とうきょうだいがくきょういくがくぶふぞく ちゅうとうきょういくがっこう）は、東京都中野区南台に所在する国立中等教育学校。
2000年に中等教育学校に移行し、国立大学附属学校としては、国内初の制度上の中高一貫校となった。

## 沿革
起源は1921年創立の七年制の官立旧制東京高等学校。学制改革に伴い1948年に新制中学校として東京大学に包括され「東京大学附属中学校」として再編した。翌1949年には学年進行による新制の「東京大学附属高等学校」が発足し、旧制七年制高校の流れをくむ日本初の男女共学の中高一貫型の学校形態が誕生した。
1950年に東京大学に教育学部が創設され、1951年、「東京大学教育学部附属中学校・高等学校」となった。2000年4月1日、国立学校で初の中等教育学校となり、学年は高1・高2・高3がそれぞれ4年・5年・6年に改編。後期課程（高等学校に相当）においては欠員が生じた場合に若干名入学（編入学）者を募集する中高一貫校となった。

### 年表
- 1921年（大正10年）- 官立旧制 東京高等学校創設。
- 1948年（昭和23年）5月30日 - 学制改革に伴い、「東京大学附属中学校」（新制中学校、男子校）として再編。
- 1949年（昭和24年）-「東京大学附属高等学校」が開校し、日本初の男女共学の中高一貫教育の開始。筆記試験無しの公開抽選で入学者選抜を行う。
- 1950年（昭和25年）- 東京大学教育学部が発足。
- 1951年（昭和26年）- 教育学部に移管され、「東京大学教育学部附属中学校・高等学校」と改称。
- 1953年（昭和28年）- 双生児募集枠を設け、双生児男子10組、女子10組の募集を開始。
- 1955年（昭和30年）- 高校への自動的進級の改定（学年の10%以内を進学不許可とし、補欠募集を実施）。
- 1966年（昭和41年）- 高等学校の補欠募集を停止し、完全中高一貫教育体制となる。2-2-2制を採用し、「特別学習」を開始。
- 1980年（昭和55年）- 入学者選抜を、公開抽選のみから、公開抽選後に学力検査実施に改訂。
- 1999年（平成11年）- 全国に先駆け、入学者選抜試験の学力検査を「適性検査型入試」で実施。
- 2000年（平成12年）- 国立で初の中等教育学校への移行、「東京大学教育学部附属中等教育学校」と改称。
- 2001年（平成13年）- 総合教育棟が完成。教員も7名増員となる。
- 2007年（平成19年）- 入学者選抜試験で抽選を廃止する。
- 2010年（平成22年）- 入学者選抜試験を改定し（適性検査Ⅰ、適性検査Ⅱ、実技）とし、本格的な学力試験を導入する。
- 2013年（平成23年）- 新体育館、グラウンド落成。
- 2017年（平成29年）- 東京大学大学院教育学研究科附属学校教育高度化・効果検証センターとの連携を開始する。
- 2018年（平成30年）- 「空間UI技術」で部屋全体をデジタル化したDeAL教室完成。
- 2019年（平成31年）- 入学試験での双生児募集枠を一般選抜枠内に含める方針に変更。（双生児6 - 7組程度/1学年）
- 2020年（令和2年）- 東大院生による季節補習開始。コロナ禍のオンライン授業でTOEFLのCriterion導入開始。TOEIC Bridge L&R・TOEIC Bridge S&Wを全学で受験開始。
- 2021年（令和3年）- 東京大学芸術創造連携研究機構発足に伴い、「アートを遊ぶ、アートに学ぶ、アートで繋がる」学問と芸術教育の連携を開始。空間UI技術を用いたICT活用アクティブ・ラーニング授業の探求学プログラムにおいて、東大院生によるZoomを用いた生徒支援を開始。入学者選抜試験の情報公開を開始。
- 2022年（令和4年）- 東京大学教育学部の教授陣によるリレー講義形式の授業「現代教育学入門」を開始。
- 2024年（令和6年）-文部科学省 新しい時代の学びの環境整備先導的開発事業　校舎大規模改修開始。
- 2025年（令和7年）-スクールアドボケート導入。

## 所在地
東京大学中野キャンパス（旧制東京高等学校の敷地）内にある。2010年4月に東京大学海洋研究所が柏キャンパスに移転したものの、その後も中野キャンパスという呼称は残り現在に至る。

## 教育目標
教育目標は「未来にひらく自己の確立」としている。
アドミッション・ポリシー（入学者に求められる資質・能力）
- 学習に向き合うことのできる素直さ
- 知らないことや取り組んだことのないものと関わろうとする知的好奇心
- 感じたことや考えたことを、自分のことばによってまとめられる表現力
- 小学校段階までの学習を修めていると認められる基礎学力

グラデュエーション・ポリシー（育成を目指す資質・能力）
- 自己との対話・多様な他者との対話を通して多岐に亘る事象に関心を深め、筋道を立ててその本質を問い続けることができる
- 主権者、社会の形成者として未来のために行動することができる

カリキュラム・ポリシー（教育課程の編成及び実施に関する方針）
【基礎期】
- 探究の楽しさ大変さに気づかせ、探究的な学びへの手応えを持たせる
- 思考、探究するための基礎的学力を身につけさせる
- 他者との違いを認識しその違いを受け止められるように促す
- 自らの所属する集団のために自分にできることを進んで行おうとする姿勢を育む

【充実期】
- 解決方法を考えながら課題と向き合い探究する機会を積極的・意図的に設ける
- 課題を見出す力や、協働するための幅広い学力を身につけさせる
- 自己と他者の個性を尊重しながら協働して課題に取り組み、互いの成長が実感できるように促す
- 社会の中で生きる将来の自分の姿を想像しながら、種々の選択・決定を行い行動できる力を培う

【発展期】
- 社会との接点を踏まえつつ自らの興味・関心に基づいた探究ができる機会を充実させる
- 自分の進路に向けて深く思考・探究する学力を身につけさせる
- 自己と他者とが互いに支え合っていることを自覚しながら協働して社会に働きかける力を培う
- 学校という枠組みを超えて多様な他者と連携しながら思考し行動する機会を多く設ける

## 通学
学区は通学時間が片道最大90分程度を目安とする区域内に居住している生徒が対象となる。

## 学校行事
- 4月 - 入学式・始業式、新体力テスト／健康診断
- 5月 - 遠足、3年球技大会、生徒総会、中間考査
- 6月 - 1年地理実習、体育祭、2年進路講演会、球技大会、3年実力テスト
- 7月 - 期末考査、終業式、1年林間学校
- 8月 - 夏休み（クラブ合宿）
- 9月 - 始業式、辛夷祭（文化祭）、1・2年実力テスト、2年進路講演会、3年実力テスト
- 10月 - 中間考査、1年野外実習
- 11月 - 2年学習旅行、1年球技大会、3年実力テスト
- 12月 - 期末考査、1年プラネタリウム見学、終業式、1年スキー学校、2年スキー教室
- 1月 - 1年スキー学校、始業式、歌留多会、1・2年実力テスト
- 2月 - 1年・2年マラソン記録会、1年科学見学実習、2年社会見学実習
- 3月 - 卒業式、期末考査、終業式

## 部活動
- 軟式野球部
- バスケットボール部
- バレーボール部（女子のみ）
- サッカー部
- 陸上競技部
- 水泳部
- 硬式テニス部
- 軟式テニス部
- 剣道部
- 卓球部
- 演劇部
- 管弦楽部
- 写真部
- 書道部
- 生活科学部
- 生物部
- 鉄道研究部
- 美術部
- 計算機科学部
- 天文部
- マンガメディア部
- 文藝部

## 設備・施設
- グラウンド
- OA教室
- 多目的室
- 武道場
- 体育館アリーナ
- プール
- 図書館
- 美術室
- DeAL教室
- 音楽室
- 工芸室
- 化学実験室

## 入試
- 1980年から入学試験を開始し、公開抽選との組み合わせが可能になった。2008年には、文科省の研究依頼で抽選を廃止し、全国の国立公立の中高一貫校のモデルとなる「適性検査型入試」を全国で初めて実施した。400字作文、実技を含む教科横断型の出題で論理的思考力・読解力・記述力・数学力・表現力と試行力を測る[1]。これをもとに、国公立中高一貫校の入学者選抜に関して、「学校教育法施行規則」にて「入学者選抜に当たって学力検査を行わないものとする」という規定が定められるようになった。
- 受験競争の低年齢化を招くことのないよう配慮するため、中学受験塾の早期対策を良しとしない考えから、2020年度までは入試情報を一切公開せず過去問の販売も無く、入試情報が極めて少なかった。しかし、2021年度より入試情報の公開に努め始め、受験生の試験問題の持ち帰りを初めて可能とした。その結果、過去問集の販売もようやくこの年から開始された。
- 東京大学における双生児研究の目的で、1953年より双生児入学枠を設けていた。2020年度入学試験以降、双生児募集枠は廃止し一般選抜枠内に含めることになったが、若干の双生児入学者の選抜を継続している。本研究は、同一ないし極めて類似した遺伝や家庭等環境において、教育手法等が、どのように差異を生じさせるかまたは生じさせないのか、また、同様の教育環境においても差異がどのように生じるかを検証するものであり、教育における遺伝的要因と環境的要因についての分析・研究の蓄積を国際的な学術研究に発展させている[6][7]。ただし双生児研究がメインの学校ということではなく、各種研究のうちの一つという位置づけである。

## 著名な関係者

### 元教員
- 汐見稔幸 - 白梅学園大学前学長
- 左巻健男（化学）- 法政大学生命科学部環境応用化学科教授
- 縣秀彦（地学）- 国立天文台天文情報センター准教授、総合研究大学院大学准教授
- 仲田紀夫（数学）- 埼玉大学教授
- 笠原十九司（社会）- 都留文科大学名誉教授
- きむらけん（国語）- 地域研究者・郷土史家・作家・北沢川文化遺産保存の会主幹
- 南風原朝和 - 広尾学園中学校・高等学校校長
- 苅谷剛彦 - オックスフォード大学現代日本研究所教授
- 本田由紀 - 東京大学大学院教育学研究科教授
- 今井康雄 - 日本女子大学人間社会学部教授
- 桑原実 - 画家、東京芸術大学教授
- 富永幸生 - 青山学院大学文学部教授 ※教育実習生として着任
- 大江健三郎 - 小説家 ※教育実習生として着任

### 出身者
- 渡辺恒雄 - 読売新聞グループ本社 代表取締役・主筆
- 朝比奈隆 - 指揮者
- 小倉昌男 - ヤマト運輸元社長
- 平井富三郎 - 日本製鉄元社長
- 氏家齊一郎 - 実業家、日本テレビ放送網代表取締役会長
- 糸川英夫 - ロケット研究者、日本の宇宙開発の父
- 網野善彦 - 歴史学者
- 藤岡和賀夫 - 広告プロデュ―サー
- 岸田文武 - 政治家、第100代内閣総理大臣岸田文雄の父
- 牧野紘子 - 競泳選手。パリ2024オリンピック日本代表選手
- 小池恒 - 実業家、オリコン社長
- 大竹まこと - タレント
- 大竹オサム - ジャーナリスト、漫画原作者、料理人
- 水野真紀 - 女優
- 加藤陽一 - 脚本家
- 内海洋輔 - 天文学者、スタンフォード大学 カブリ素粒子宇宙論研究所 物理科学研究員
- 皐月彩 - 脚本家
- 坂上領 - フルート奏者
- ジェイムス・ダカティ - 元タレント、弁護士
- 芝野龍之介 - 囲碁棋士
- リロイ太郎 - コメディアン
- 須佐大樹 - 立命館大学経済学部准教授
- 中村修一 - 狂言師
- 中島直樹 - 作曲家、Mother Earth Project創設者
- 芝亮 - 国際弁護士
- 片倉麻里衣 - バレリーナ
- 中里周子 - ファッションデザイナー
- 稲田光穂 - シンガーソングライター
- 林紅 - 翻訳家
- 川口真実 - 元子役、メディア・プランナー
- 夏目太郎（新田太郎）- 芸能事務所「サイアン・インターナショナル」代表取締役。夏目漱石の兄直矩の孫
- 延命杏咲実 - フリーアナウンサー、タレント、元アイドル
- 久保直人 - 映像音楽作曲家
- 小嶋祐樹 - 弁護士・日本酒プロデューサー
- 西村昌巳 - 日本映画甲子園理事
- 横尾良笑 - ユニバーサルデザインコーデイネーター、実利用者研究機構理事長
- 瀧澤誠 - ハドロン物理学・原子核理論物理学・素粒子実験物理学研究者、昭和薬科大学講師
- 発田志音 - 東京大学大学院教育学研究科附属学校教育高度化･効果検証センター協力研究員、慶應義塾大学グローバルリサーチインスティテュート研究員、日本スポーツ法学会委員
- 大山研司 - 茨城大学教授
- 飯間雅文 - 藻類学者、長崎大学大学院准教授
- 吉江俊 - 都市工学者、東京大学工学部講師、早稲田大学講師
- 加藤暁 - アナウンサー
- 岸田俊輔 - 広島銀行会長、官僚、岸田文雄の叔父
- 竹内啓 - 数理統計学者・経済学者・科学史家、東京大学名誉教授、明治学院大学名誉教授。文化勲章受章者
- 桑原嵩佳 - 東京大学総長賞受賞者・ニューヨーク大学医学部 Postdoctoral Fellow
- 夏希真斗 - 宝塚歌劇団花組男役

## 関連文献
- 『中高一貫教育1/2世紀－学校の可能性への挑戦』（東京書籍、1998年4月27日発行）- 東京大学教育学部附属中・高等学校著作
- 『新版 学び合いで育つ未来への学力－中高一貫教育のチャレンジ』（明石書店、2010年6月10日初版発行）- 東京大学教育学部附属中等教育学校編著
- 多様なアートと出会う　Art Crossroads　東京大学教育学部附属中等教育学校の取り組み(あいり出版、2025年3月23日東京大学教育学部附属中等教育学校 芸術祭実行委員会著作、藤田航、仁張誠子、蓬田息吹　編著 ）